# Alchemilla squarrosula
Alchemilla squarrosula är en rosväxtart som beskrevs av Robert Buser. Alchemilla squarrosula ingår i släktet daggkåpor, och familjen rosväxter. Inga underarter finns listade i Catalogue of Life.